# 竹中愛子
竹中 愛子（たけなか あいこ、1983年9月15日 - ）は、日本の女性声優。山口県出身。元ゲーマーズ・ガーディアン・フェアリーズ （G.G.F.）。現在は福岡で活動。

## 経歴・人物
- みにふぇあの元キャンペーン声優である[2]。
- 趣味はパソコンとインターネット。G.G.F.時代はラグナロクオンラインにはまっていた。
- 2005年4月付（正確には同年5月5日のG.G.F.イベント「Go!Go!Go!Fairies」を最後）で3年間務めていたG.G.F.を卒業。
- G.G.F時代の最後の日記によれば、声優の道は諦めるとのこと（本人談）だったが、2019年1月現在、声優としての活動を再開しており、仕事だけでなく自身のInstagramでも「#あいにゃの勝手に天気予報解説」を行うなど精力的に活動している。

## 出演作品

### テレビアニメ
2003年
- デ・ジ・キャラットにょ（プウ子）

2004年
- ギャラクシーエンジェル（第4期）（ネコ、女子高生B、オペレーター）

### OVA
2003年
- アクエリアンエイジSagaII〜Don't forget me…〜（少女）